# 永井英修
永井 英修（ながい えいしゅう、1893年（明治26年）11月7日 - 1967年（昭和42年）2月19日）は、大正から昭和期の鉱山技術者、実業家、政治家。衆議院議員。戦後の炭鉱開発を担った。

## 経歴
佐賀県小城郡多久村（現多久市多久町西ノ原）で永井英迅の長男として生れる。1920年（大正9年）東京帝国大学工学部採鉱学科を卒業した。
1920年、高取鉱業（佐賀県）に入社し、杵島炭鉱長、大鶴炭鉱長、鉱業部長、常務取締役を歴任。その他、湘南製作所取締役、住ノ江造船取締役、西日本坑木取締役、大日鉱業常務取締役、杵島炭礦専務取締役、大日鉱業社長、佐賀相互銀行社長、花菱商事社長、自由文化出版社代表者などを務めた。また、佐賀県石炭鉱業会長、九州炭礦技術連盟佐賀県支部長、九州石炭鉱業連盟理事、日本石炭鉱業連盟理事、日本経営者団体連盟（現日本経済団体連合会）理事、佐賀県商工会議所連合会長、佐賀商工会議所会頭、佐賀県地方労働委員会委員なども務めた。
1949年（昭和24年）1月、第24回衆議院議員総選挙に佐賀県全県区から民主自由党公認で出馬して当選し、その後自由党に所属して衆議院議員に1期在任した。1952年（昭和27年）10月の第25回総選挙に立候補したが落選した。